# Thunstetten
Thunstetten är en ort och kommun i distriktet Oberaargau i kantonen Bern, Schweiz. Kommunen har 3 496 invånare (2023).
I kommunen finns även orten Bützberg där kommunens förvaltning finns.